# بخشعلی
بخشعلی یک منطقهٔ مسکونی در ایران است که در استان اردبیل واقع شده‌است.